# Karoline Friederike von Berg

Karoline Friederike Gräfin von Berg, geborene von Haeseler, nach einem Gemälde von Johann Heinrich Schröder, um 1800

Karoline Friederike Gräfin von Berg geborene von Haeseler (* 19. Oktober 1760 in Magdeburg; † 15. November 1826 in Teplitz) war Hofdame und Vertraute der Königin Luise von Preußen. In Berlin unterhielt sie einen Literarischen Salon.

## Leben

### Familie
Karoline Friederike war die Tochter des Königlich Preußischen Geheimen Legationsrats Johann August von Haeseler (1724–1763) und dessen 1758 angetrauter Ehefrau Sophie Dorothea geschiedene von Marschall (1734–1802), Tochter des preußischen Staatsministers Heinrich Graf von Podewils. Karolines Großvater väterlicherseits war August von Haeseler.
Sie heiratete den Geheimen Justizrat und Preußischen Kammerherrn Karl Ludwig Graf von Berg (* 16. April 1754; † 28. Dezember 1847), Herrn auf Kleptow, Werbelow, Schönfeld und Klein-Spiegelberg. Der Ehe entstammte die Tochter Luise Gräfin von Berg (1780–1865), die sich am 14. Oktober 1800 mit dem Grafen August Ernst von Voß auf Groß Gievitz, dem Enkel der Oberhofmeisterin Gräfin von Voß und späteren preußischen Gesandten in Neapel, vermählte.

### Vertraute der Königin Luise
Karoline von Haeseler wuchs in Weimar auf, wo sie seit ihrer Jugendzeit persönliche Beziehungen mit Johann Wolfgang von Goethe und Johann Gottfried von Herder pflegte. Letzterer nannte sie einen Schatz von Vernunft und tätiger Weisheit. Außerdem war sie persönlich mit Friedrich von Schiller bekannt.
Nach ihrer Scheidung kam Karoline Friederike von Berg an den preußischen Hof nach Berlin. Hier trat sie, möglicherweise auf Vermittlung ihrer Freundin Marie von Kleist, als Hofdame in den Dienst der Königin Luise, die sie bald zu ihrer engsten Beraterin und Vertrauten erwählte. Sie machte die Königin mit den Werken der Weimarer Geistesgrößen vertraut und wurde darüber hinaus ganz generell zum Auslöser und Mittelpunkt der Berliner Goetheverehrung in der Zeit der Wende vom 18. zum 19. Jahrhundert.
Dem König gefiel der neue Umgang seiner Frau Luise wenig. Er beklagte, dass „unberufene Personen ihr unverständliche Schriften deutscher Modeliteratoren, exzentrischer Modeschriftsteller in die Hände spielten“, und suchte das zu verhindern, wie er auch den Umgang mit Frau von Berg einzuschränken wünschte.
Gleichwohl wurde sie nach den Schicksalsjahren 1806 und 1807 zur intimsten Freundin, der Luise zu beichten pflegte, was sie selbst ihrem Bruder nicht vertraute. Als die königliche Familie vor Napoleons Truppen nach Königsberg fliehen musste, begleitete Karoline die Königin zunächst dorthin, kehrte aber, des Königs Antipathien wegen, wieder nach Berlin zurück. Nach der Rückkehr der Königin im Dezember 1809, war sie wieder in deren Nähe und begleitete die erkrankte Luise auch auf ihrer letzten Reise zu deren Vater nach Neustrelitz. In den Armen von Frau von Berg verstarb Luise am 19. Juli 1810 auf Schloss Hohenzieritz.
Sie wurde zur ersten Biographin der Königin. Im Jahre 1814 veröffentlichte Karoline Friederike von Berg ihre Erinnerungen unter dem Titel: Louise, Königin von Preußen. Im Anhang wurde darin auch der bereits 1810 im Morgenblatt für gebildete Stände veröffentlichte Aufsatz der Charlotte von Oertzen über die letzten Lebenstage der Königin abgedruckt.

### Berliner Salonnière
In ihrem Haus in der Wilhelmstraße 70 verkehrten zahlreiche Dichter und Gelehrte. Sie war befreundet mit Gleim, der sie einmal "unsere heilige Caroline" genannt, mit den Brüdern Jacobi, den Brüdern Stolberg, mit Claudius, Voß, Herder, Wieland, Goethe und auch mit Jean Paul, der sie als "männlichste, aber beste Frau mit" und als "geistige Amazone" feierte. Auch hohe Staatsbedienstete wie der Freiherr vom Stein verkehrten in ihrem Kreis.

### Hofdame der Prinzessin Friederike
Nach dem Tod des Prinzen zu Solms-Braunfels im Jahre 1814 wurde sie Hofdame seiner Witwe, der Prinzessin Friederike von Mecklenburg-Strelitz, Schwester der Königin Luise. Dieses Amt hatte sie bis zu ihrem Tod, der sie während einer Kur in Teplitz ereilte, inne. Ihr Tod war sanft, sie glaubte einzuschlafen und verschied, nachdem sie wenige Wochen zuvor ihr sechsundsechzigstes Lebensjahr vollendet hatte.

## Werke
- Die letzten Lebenstage der Königin Louise (von Preußen) bey ihrem durchlauchtigsten Herrn Vater zu Neu-Strelitz und Hohen-Zieritz in Mecklenburg vom 25. Juni bis 19. Juli 1810, an welchem letzten 19. Juli sie auch in Hohen-Zieritz – endete, in: Morgenblatt für die gebildeten Stände vom 2. und 3. Mai 1811
- Louise Königin von Preußen. Der preußischen Nation gewidmet. Zum Besten der Witwen und Waisen gebliebener Landwehrmänner und freiwilliger Jäger, Breitkopf und Härtel, Leipzig 1814